# Olga Petrova
Olga Petrova, nata Muriel Harding, (Tur Brook, 10 maggio 1884 – Clearwater, 30 novembre 1977), è stata un'attrice, commediografa e sceneggiatrice inglese naturalizzata statunitense.

## Biografia

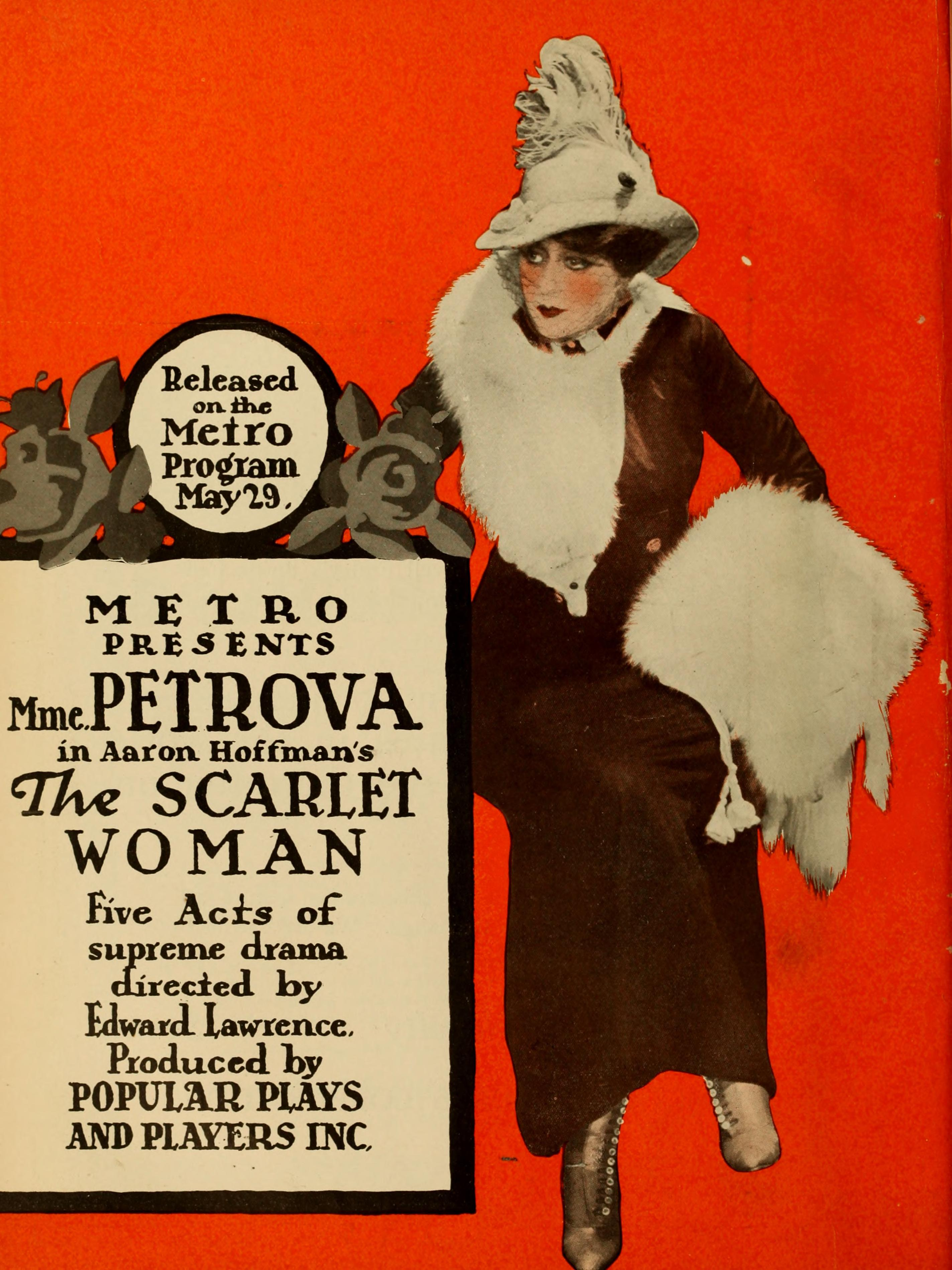
The Scarlet Woman (1916)

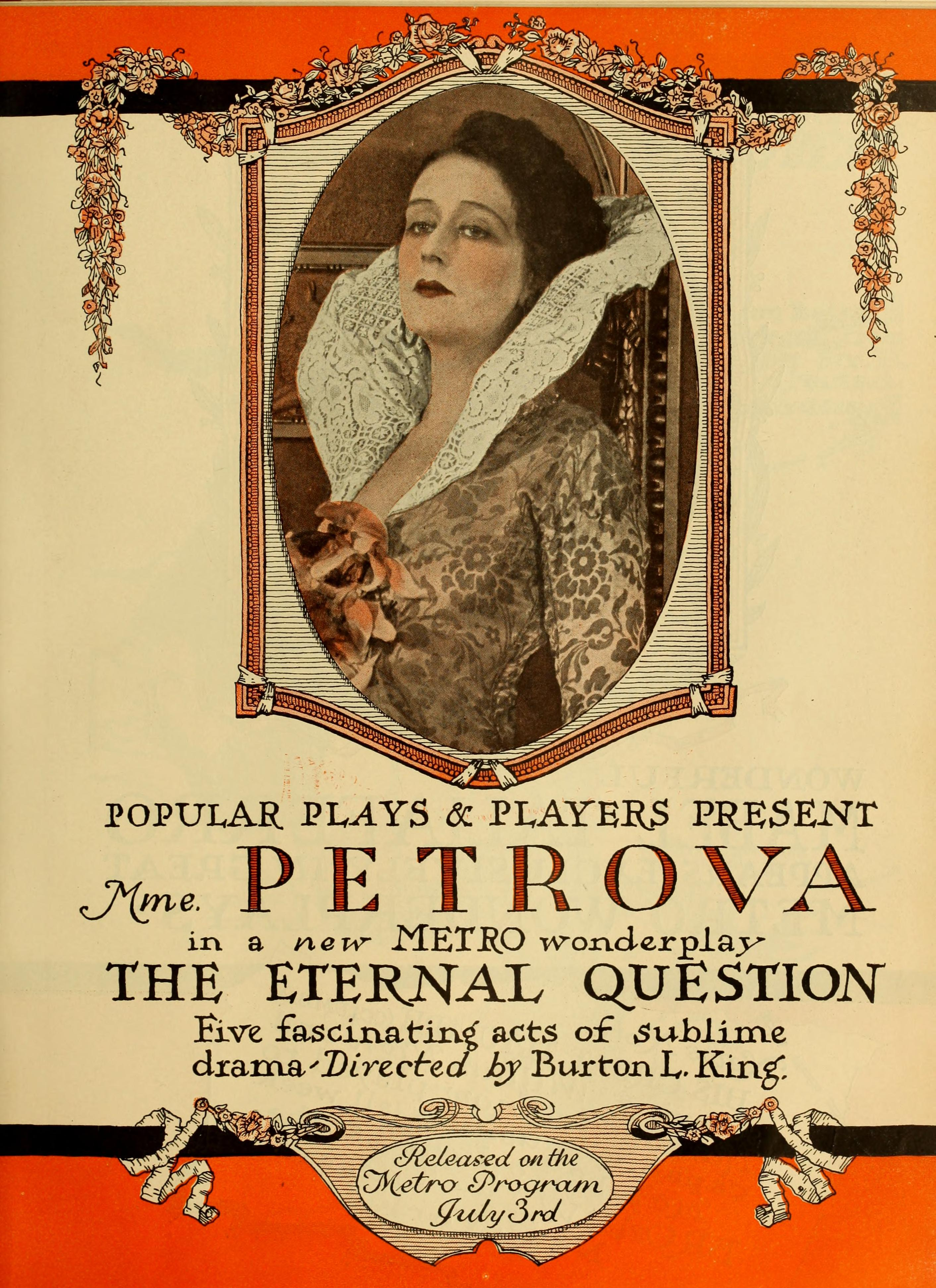
The Eternal Question (1916)

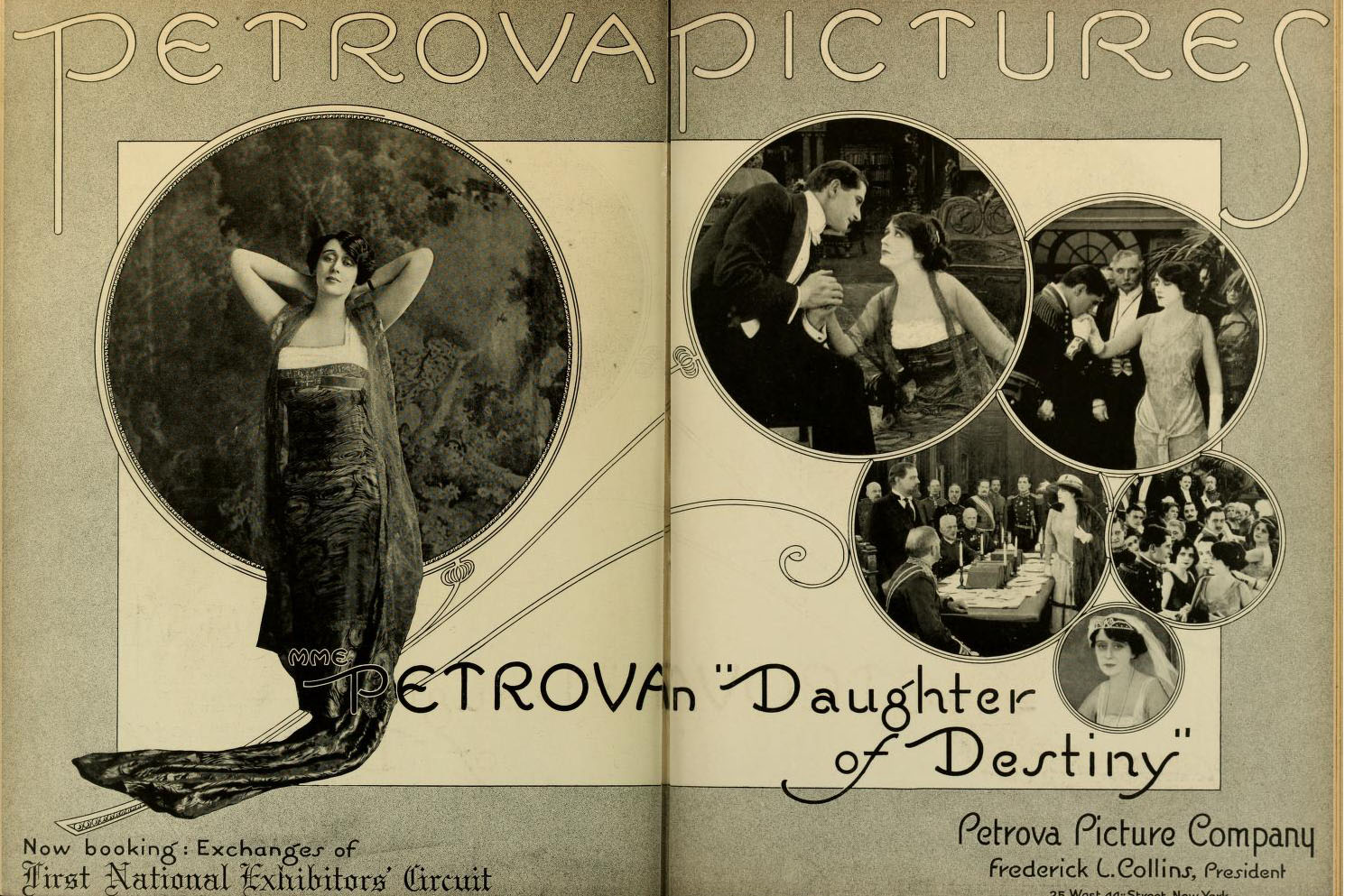
Daughter of Destiny (1917)

Nata in Inghilterra con il nome Muriel Harding, si trasferì negli Stati Uniti dove diventò una diva del vaudeville usando lo pseudonimo di Olga Petrova. Il suo nome, nel 1912, appare nel cast di The Quaker Girl, una commedia musicale con Ina Claire. Nel 1914, recitò al Booth Theatre in una produzione degli Shubert, Panthea.
Dopo un primo film nel 1912, cominciò nel 1914 una carriera cinematografica che durò essenzialmente fino al 1918 (girò un ultimo film nel 1928, ma si trattò di un episodio isolato).
Interpretò più di venti film, diventando la star di punta della Metro Pictures, impersonando sullo schermo personaggi da femme fatale. Scrisse anche alcune sceneggiature, prima di ritornare al teatro.
È autrice di tre commedie. Nel 1922, The White Peacock - che scrisse e di cui fu anche protagonista - debuttò il 26 dicembre al Comedy Theatre con buon successo. Chiuse infatti nel marzo 1922, dopo 102 rappresentazioni. Il dramma Hurricane venne rappresentato al Frolic Theatre 125 volte, dalla prima il 25 dicembre 1923 fino all'aprile 1924. Meno successo ebbe il suo terzo lavoro, What Do We Know?, che restò in scena al Wallack's Theatre solo 23 sere, dal 23 dicembre 1927 al gennaio 1928.
Scrisse un'autobiografia, Butter With My Bread, che venne pubblicata nel 1942.
È stata sposata con l'attore e regista Louis Willoughby e, quindi, con un medico, il dottor John Stewart Dillon.
È morta in Florida, a Clearwater, nel 1977 all'età di 93 anni.

## Riconoscimenti
Olga Petrova ha una stella sulla Hollywood Walk of Fame.

## Galleria d'immagini

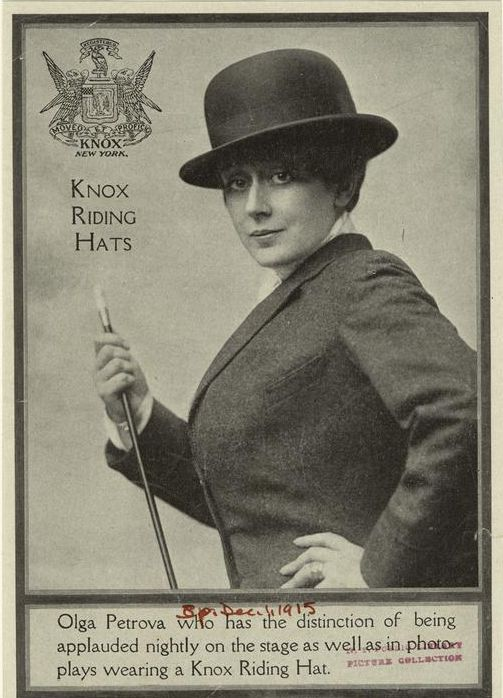
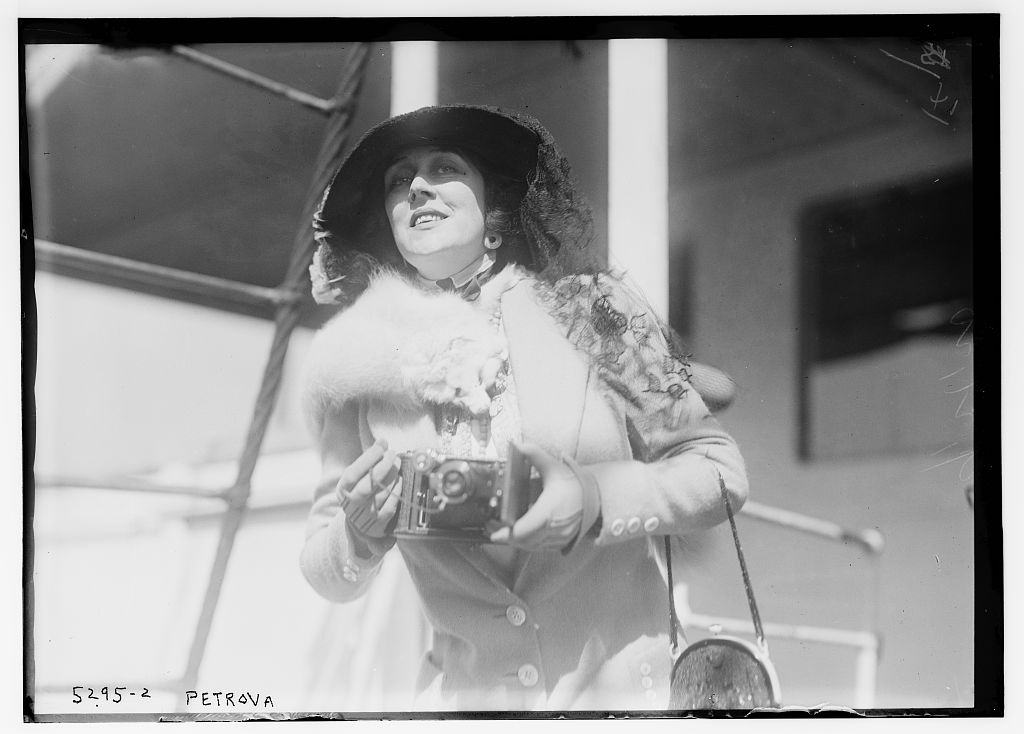
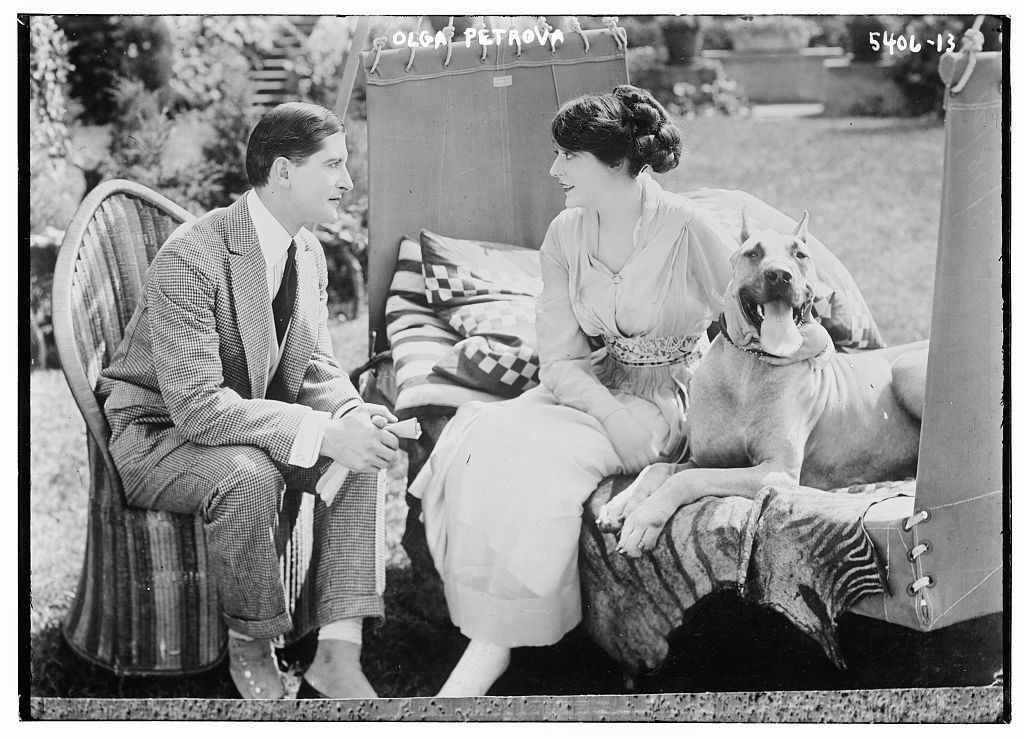
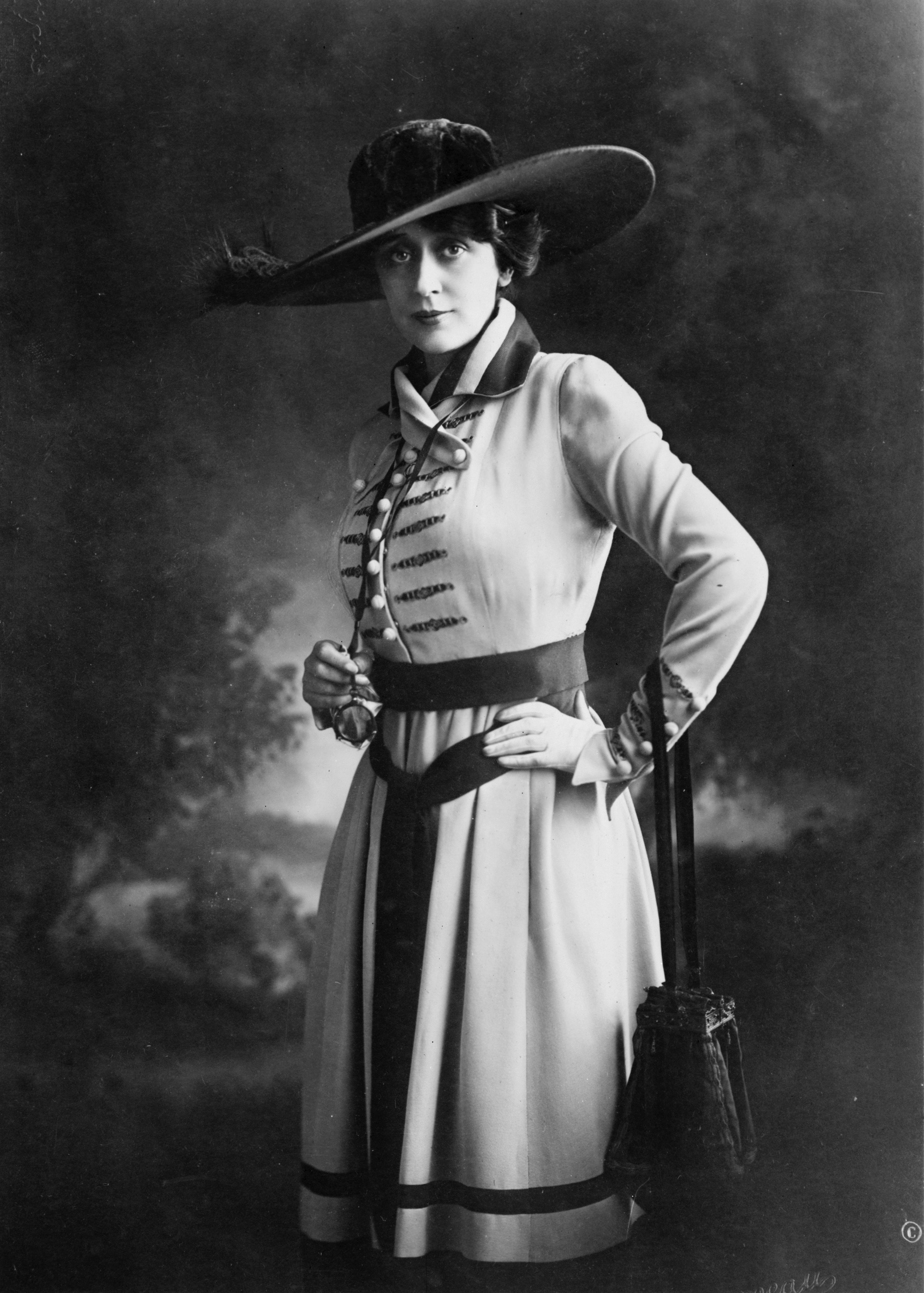

## Filmografia
La filmografia è completa.

### Attrice
- Ukhod velikogo startsa
- The Tigress, regia di Alice Guy (1914)
- The Heart of a Painted Woman, regia di Alice Guy (1915)
- The Vampire, regia di Alice Guy (1915)
- The Bludgeon, regia di Webster Cullison (1915)
- My Madonna, regia di Alice Guy (1915)
- What Will People Say?, regia di Alice Guy (1916)
- The Soul Market, regia di Francis J. Grandon (1916)
- Playing with Fire, regia di Francis J. Grandon (1916)
- The Scarlet Woman, regia di Edmund Lawrence (1916)
- The Eternal Question, regia di Burton L. King (1916)
- Extravagance, regia di Burton L. King (1916)
- The Black Butterfly, regia di Burton L. King (1916)
- Bridges Burned, regia di Perry N. Vekroff (1917)
- The Secret of Eve, regia di Perry N. Vekroff (1917)
- The Waiting Soul, regia di Burton L. King (1917)
- The Soul of a Magdalen, regia di Burton L. King (1917)
- The Undying Flame, regia di Maurice Tourneur (1917)
- Law of the Land
- To the Death, regia di Burton L. King (1917)
- The Silence Sellers, regia di Burton L. King (1917)
- Exile
- More Truth Than Poetry, regia di Burton L. King (1917)
- Daughter of Destiny
- The Light Within, regia di Laurence Trimble (1918)
- The Life Mask, regia di Frank Hall Crane (1918)
- Cuore d'acciaio (Tempered Steel) (1918)
- The Panther Woman, regia di Ralph Ince (1918)
- Kira Kiralina, regia di Boris Glagolin (1928)

### Sceneggiatrice
- Bridges Burned, regia di Perry N. Vekroff - (storia) (1917)
- To the Death, regia di Burton L. King - (scenario) (1917)
- More Truth Than Poetry, regia di Burton L. King - (storia) (1917)
- Daughter of Destiny, regia di George Irving - (storia) (1917)